# Peter Holt
Peter Malcolm Holt, FBA (28 de noviembre de 1918 - 2 de noviembre de 2006) fue un historiador británico de Oriente Medio y Sudán en particular.

## Biografía
Holt asistió a la Escuela de Lord Williams en Thame y estudió historia en el University College de Oxford. Luego obtuvo un diploma de educación y trabajó como maestro de escuela secundaria e inspector en el Sudán anglo-egipcio entre 1941 y 1953, y como archivero del gobierno y profesor a tiempo parcial en el University College de Jartum desde 1952 hasta 1955. Enseñó en la Escuela de Estudios Orientales y Africanos como profesor de 1955 a 1982, luego lector, después profesor de historia árabe, y finalmente profesor de historia del Cercano y Medio Oriente entre 1975 y 1982.

## Obras
- Holt, P. M., Egypt and the Fertile Crescent 1516-1922, A Political History (London, 1966).
- Holt, P. M., Studies in the History of the Near East (London, 1973).
- Holt, P. M., Cambridge History of Islam (Cambridge, 1978).
- Holt, P. M., The Age of the Crusades, The Near East from the Eleventh Century to 1517 (London, 1986).
- Holt, P. M., The Crusader States and Their Neighbours, 1098-1291 (Pearson 2004). ISBN 0-582-36931-2